# Алабин, Пётр Владимирович
Пётр Влади́мирович Ала́бин (29 августа 1824, Подольск, Московская губерния — 10 мая 1896, Самара) — русский государственный и общественный деятель, писатель и журналист, действительный статский советник, самарский городской голова (1885—1891), почётный гражданин городов Вятка, Самара и София.

## Семья и образование
Родился 29 августа 1824 года в Подольске Московской губернии и происходил из дворян Рязанской губернии. Начальное образование получил в Белостокской гимназии и продолжил обучение в Петербургском коммерческом училище, где в 1842 году кончил курс на бухгалтерском отделении.
Жена — Варвара Васильевна.

## Военная служба
При посещении императором Николаем I училища, Алабин обратился к Государю с просьбой о принятии его на военную службу, вследствие чего, в 1843 году, он был зачислен унтер-офицером в Тульский егерский полк.
Переведённый в Камчатский егерский полк и произведённый в 1845 году в офицеры, Алабин в 1849 году, занимая должность полкового адъютанта, совершил с полком поход в Венгрию.
В 1853 году был переведён в Охотский егерский полк и в рядах его принял участие в Крымской кампании, участвовал в Ольтеницком и Инкерманском сражениях и пробыл в составе севастопольского гарнизона 6 месяцев 28 дней. За боевые отличия Алабин был произведён в штабс-капитаны и капитаны и награждён несколькими орденами. В январе 1869 года на страницах «Русского инвалида» выступил с идеей создания музея Севастопольской обороны (ныне музей Черноморского флота).

## Гражданская служба

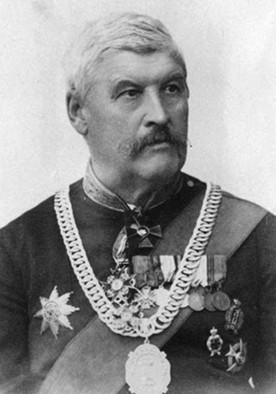
Фотография П. В. Алабина

В 1857 году в чине капитана вышел в отставку и перешёл на службу по гражданскому ведомству. С 1857 года Алабину пришлось управлять Вятской удельной конторой, а с 24 января 1866 года в течение десяти лет состоял управляющим Самарской палатой государственных имуществ. С 11 по 30 мая 1874 года и с 21 июня по 10 сентября 1875 года кратковременно исполнял должность самарского губернатора. Был заведующим пожарным обозом.
Вспыхнувшая русско-турецкая война снова побудила его отправиться на место военных действий, чтобы отвезти великому князю Николаю Николаевичу Старшему знамя для болгарского народа, устроенное, по его инициативе самарскими дамами, и вместе с тем послужить делу освобождения славян. Вскоре он был назначен уполномоченным Общества Красного Креста в Румынии и заведующим двумя госпиталями в Зимнице, затем главным агентом Московского и Петербургского Славянских обществ, с декабря же 1877 года губернатором в городе Софии, где, как и во всем Софийском округе, ввёл гражданское управление. Также исполнял должность Орханийского губернатора.
Вернувшись из Болгарии в Самару, П. В. Алабин около пяти лет находился вдали от службы. С 1871 года — гласный Самарской городской думы. С мая 1872 года многократно избирался почётным мировым судьёй Самарского округа. В 1880—1883 годах — губернский гласный от Николаевского уезда.
С 18 декабря 1884 года до 8 марта 1891 года был самарским городским головою. В период пребывания Алабина в должности городского головы в Самаре были построены и начали функционировать чугунолитейный завод Лебедева, маслобойный завод Вишнякова, типография Щелокова, Пастеровская станция, метеорологическая станция, городской водопровод, городской театр, спичечная фабрика «Волга», кирпичный завод Жукова, паровая мукомольная мельница Башкирова, кондитерская фабрика Гребежева, мыловаренный завод Уласова. Впервые в Самаре для освещения применили газ, начала действовать первая телефонная станция на 10 номеров, продолжалось строительство собора.
Состоял членом Московского славянского комитета, общества спасения на водах, был председателем и членом попечительских советов ряда самарских учреждений.
После засухи и неурожая хлеба в 1891 году Самарская губерния оказалась на грани голода. Правительство Российской империи выделило 4,4 миллиона рублей для оказания помощи голодающим. Однако, эти средства были потрачены на закупку некачественных продуктов: закупленная у самарского купца Шихобалова мука оказалась затхлой и прогорклой, а одесские хлебопромышленники поставили в губернию зерно с примесью сорных трав. Недоброкачественный хлеб вызвал массовые кишечные заболевания и даже один смертельный случай. Алабина обвинили в сговоре с хлеботорговцами и взяточничестве. В Самару прибыла комиссия министерства внутренних дел, которая установила факты приобретения непригодных к употреблению продуктов питания. Летом 1892 года по указу Правительственного сената Алабин был смещён с должности председателя губернской земской управы; «за преступление по должности» на него было заведено судебное дело. Алабин в оправдание заявил, что выделенных правительством денег было недостаточно для ликвидации голода, поэтому было он вынужден был принять решение покупать более дешёвые продукты ненадлежащего качества. В июне 1895 года Московская судебная палата, заседавшая в Нижнем Новгороде, рассмотрела дело Алабина и оправдала его. А общественность Самары даже вручила Алабину икону Господа Вседержителя в знак полного доверия к нему. Но решение нижегородского суда вскоре было опротестовано прокурором и отменено. Было назначено новое судебное слушание, однако до него Алабин уже не дожил.
Скончался 10 мая 1896 года. Похоронен в Самаре на территории Иверского женского монастыря.
В 2018 году в ходе спасательных археологических работ могила Алабина была вскрыта, но останков Петра Владимировича в ней обнаружено не было. В семейном склепе было обнаружено лишь одно захоронение, идентифицированное как дочь Алабина, Елена Лаппа-Старжецкая. Предположительно останки остальных членов семьи были выброшены из склепа в процессе разграбления в 1920-х — 1930-х годах.

## Сочинения
Алабин работал во многих российских периодических изданиях (среди которых выделяются «Московские ведомости», «Русская старина» и «Русский архив») и издал несколько отдельных сочинений, из которых следует отметить:
- Походные записки в войну 1853—56 гг. — Вятка, 1861. — 2 тома.
- Четыре войны (Походные записки. 1849, 1853, 1855—1856, 1877—1878). — М., 1888—1893. — в 3-х частях.

Последнее сочинение заключает в себе богатый исторический материал. Как военный корреспондент, он должен быть отмечен как автор «Корреспонденций с театра Крымской войны», печатавшихся в «Северной пчеле» в 1855 г., № № 31—36, 80 и 82. Также получили известность его труды:
- Двадцатипятилетие Самары, как губернского города. — Самара, 1876.
- Словарь растений. — Самара, 1875.
- Трёхвековая годовщина города Самары. — Самара, 1887

## Память

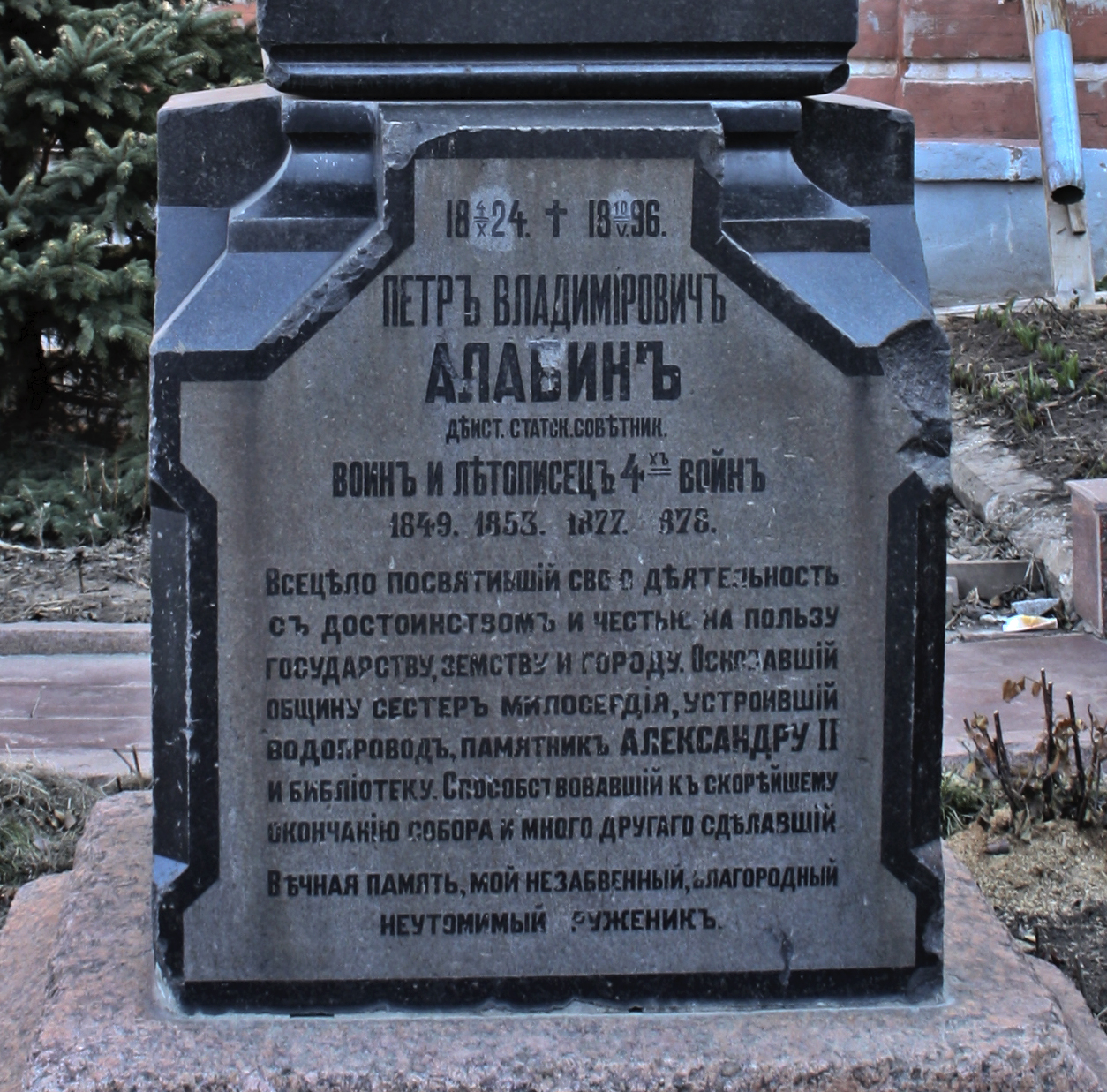
Надгробие П. В. Алабина на территории Иверского женского монастыря; апрель 2009 года

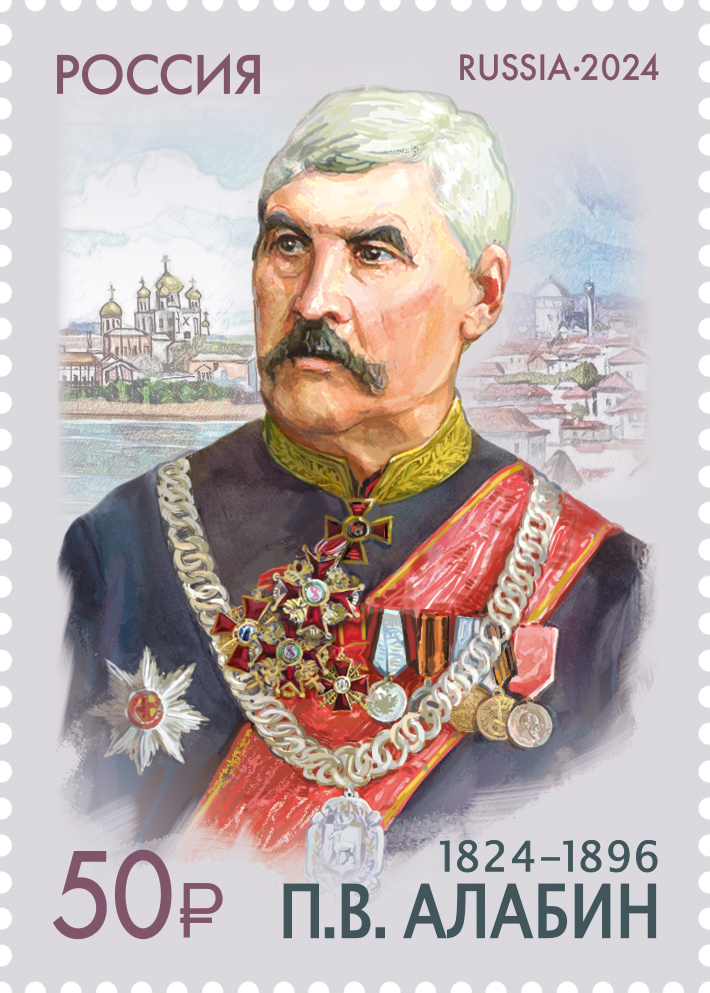
Марка Почты России, 2024 год

- Ныне имя Алабина носит одна из центральных улиц в болгарской столице.
- В Самаре именем Петра Владимировича Алабина назван областной историко-краеведческий музей[4] и недавно построенная станция метро. В музее находится бюст Алабина, созданный в 2010 году[5]
- В честь Петра Владимировича Алабина в 1995 году был переименован в «Пётр Алабин» речной дизель-электроход «Киргизия» 785-го проекта.
- 25 августа 2019 года в Самаре, в преддверии 195-летия со дня рождения Петра Алабина состоялось торжественное открытие памятника в его честь[6].
- В 2024 году Почтой России выпущена марка, посвященная 200-летнему юбилею со дня рождения П. В. Алабина[7].

С декабря 2022 года его имя носит Кировский областной краеведческий музей.

## Награды и звания
- Награждён орденами Святой Анны 3-й и 4-й степени и Святого Станислава 2-й и 3-й степени[8], а также медалями[9]
- Почётный гражданин города Кирова
- Почётный гражданин города Самары
- Почётный гражданин Софии.